# Эвелин, Джудит
Джу́дит Э́велин (англ. Judith Evelyn; 20 марта 1909, Сенека, Южная Дакота, США — 7 мая 1967, Нью-Йорк, США) — американская актриса.

## Биография
Родилась под именем Эвелин Моррис (англ. Evelyn Morris) в городе Сенека (штат Южная Дакота) в 1909 году.
3 сентября 1939 года Эвелин и её жених, канадский производитель радиоприёмников Эндрю Аллан, пережили крушение британского лайнера «Атения», потопленного немецкой субмариной.
Играла в Бродвейском театре, где появлялась в следующих спектаклях:
- Сорокопут (в роли Энн Даунс; 15 января — 31 мая 1952 года);
- Жена Крейга (12 февраля — 12 апреля 1947 года);
- Богатая, Полная Жизнь (9 ноября — 1 декабря 1945 года);
- Улица Ангелов (в роли Беллы Мэннингхем; 5 декабря 1941 — 30 декабря 1944).

По трём пьесам из четырёх, в которых играла Эвелин (за исключением третьей) были сняты фильмы, но Эвелин не появилась ни в одном из них. «Улица Ангелов» стала более известна как «Газовый свет», в котором снялись Ингрид Бергман и Шарль Буайе. «Жена Крейга» экранизировалась трижды: в 1928, 1936 (с Розалинд Расселл в главной роли) и 1950 годах. В последнем главная роль досталась Джоан Кроуфорд.
Джудит Эвелин приглашалась на второстепенные роли в многочисленные фильмы. Наиболее запоминающимися её ролями в кино стали Мисс Одинокое Сердце — одинокая женщина средних лет — в фильме Альфреда Хичкока «Окно во двор» (1954), а также Тия — мать фараона Эхнатона — в фильме Майкла Кёртиса «Египтянин» того же года выпуска. В 1956 году она также сыграла Нэнси Линнтон в «Гиганте» Джорджа Стивенса, а в 1959 — вместе с Винсентом Прайсом исполнила главную роль в фильме «Тинглер».
Джудит Эвелин умерла в Нью-Йорке от рака в 1967 году. Была похоронена на кладбище Кенсико.